# Kronsztad

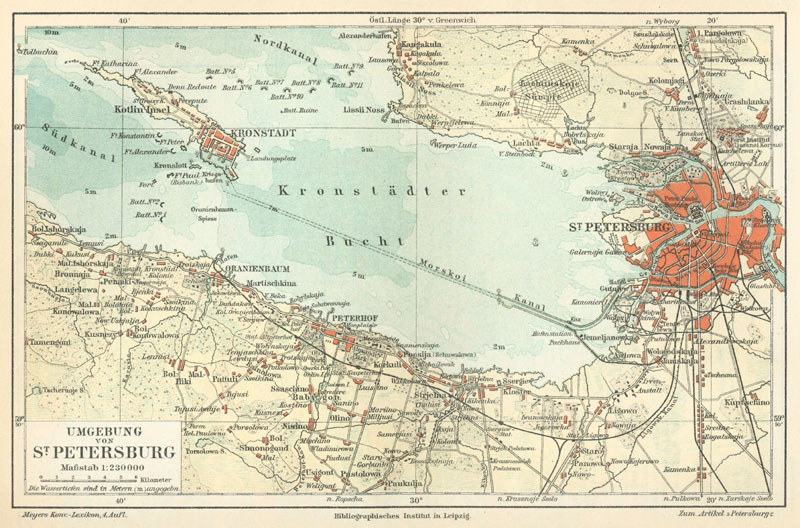
Położenie Kronsztadu na mapie z 1888

Kronsztad na mapie Petersburga

Kronsztad (ros. Кронштадт, Kronsztadt, niem. Kronstadt; do 1723 r. Kronszłot, ros. Кроншлот) – silnie ufortyfikowany rosyjski port morski, położony na wyspie Kotlin w Zatoce Fińskiej, około 30 km na zachód od centrum Petersburga, obecnie leży w administracyjnych granicach tego miasta. Nazwa pochodzi od niem. Kronstadt.
Port stanowił tradycyjną bazę rosyjskiej Floty Bałtyckiej oraz główną siedzibę rosyjskiej admiralicji. Strzegł równocześnie dostępu do dawnej stolicy Rosji. Po całej wyspie rozsiane są arsenały, fortece, instytucje zaopatrzenia i stocznie.
Dawniej całe miasto było terenem wojskowym, dziś strefa zastrzeżona dla wojska ograniczona jest do portu. Kronsztad jest połączony z północnym oraz południowym brzegiem Zatoki Fińskiej drogą biegnącą po grobli przeciwpowodziowej, chroniącej Petersburg (droga jest częścią obwodnicy KAD). Z leżącym na południowym brzegu zatoki miastem Łomonosow utrzymywane jest połączenie promowe. Zatoka Fińska zamarza na zimę. Metrowa warstwa lodu w okresie pomiędzy listopadem a kwietniem łączy wyspę z metropolią.
W Kronsztadzie znajduje się mareograf, który wyznacza średni poziom morza przyjęty do oznaczania wysokości w Polsce i Europie nadbałtyckiej – od nazwy miejscowości pochodzą nazwy układów odniesienia Kronsztad 60 oraz Kronsztad 86.
W mieście znajduje się muzeum morskie, pomniki Piotra I z 1841, admirała Makarowa z 1913, historyczne koszary z 1786–1788, sobór zwany morskim z 1903–1913, cukrownia z 1795–1797.

## Historia
Kronsztad został założony w 1703 przez Piotra Wielkiego, który odebrał wyspę Kotlin Szwecji w 1703. Został zbudowany jako twierdza broniąca dostępu z morza do Petersburga. Oddany do eksploatacji jako twierdza 18 maja 1704. Od lat 20. XVIII wieku główna baza Floty Bałtyckiej. Niejednokrotnie odbijał ataki wrogich flot u wejścia do ujścia Newy (wojna północna 1700–1721, wojna rosyjsko-szwedzka 1788–1790 i wojna krymska 1853–1856). Od początku istnienia był też ośrodkiem szkolenia specjalistów morskich; artylerzystów, minerów, radiotelegrafistów, maszynistów i innych. Kronsztadzkie fortyfikacje rozbudowano w XIX w. Uczestniczył w tym Polak generał porucznik Józef Zarzecki, twórca między innymi stoczni wojennej, fortów kazamatowych „Mienszykow” i „Mikołaj” oraz pierwszego morskiego obserwatorium astronomicznego w Rosji (1856).
W czasie rewolucji 1905–1906 w Kronsztadzie dwukrotnie wybuchał bunt marynarzy i żołnierzy – jesienią 1905 r. oraz w sierpniu 1906 r. Obydwa zostały stłumione. W mieście i garnizonie działały partie rewolucyjne - socjaldemokraci (bez podziału na mienszewików i bolszewików) oraz eserowcy. Podczas rewolucji lutowej, a potem rewolucji październikowej Kronsztad był jednym z głównych ognisk rewolucji. Marynarze stworzyli radę żołnierską, a także brali udział w wydarzeniach rewolucyjnych w Petersburgu (dni lipcowe, przejęcie władzy przez bolszewików w listopadzie). W okresie rewolucyjnym, od maja do sierpnia 1917 cywilnym gubernatorem Kronsztadu był Tomasz Parczewski – polski filozof, wykładowca m.in. Uniwersytetu w Petersburgu. W latach wojny domowej 1918–1920 marynarze z Kronsztadu walczyli w obronie Piotrogrodu. W dniach 28 lutego – 18 marca 1921 r. w Kronsztadzie miało miejsce antybolszewickie powstanie po zakończeniu wojny domowej w Rosji. Oddziały Armii Czerwonej pod dowództwem Michaiła Tuchaczewskiego pokonały zbuntowany garnizon miasta i stacjonującą tam Flotę Bałtycką.
Wybuch wojny z Finlandią w 1941 strona radziecka uzasadniła rzekomymi nalotami fińskimi m.in. na Kronsztad (Finowie ani przed, ani w trakcie wojny nigdy nie bombardowali miast radzieckich).
Kronsztad nie został zdobyty przez Niemców, ale ci też nie próbowali go zdobywać. We wrześniu 1941 stacjonująca tu Flota Bałtycka stała się przedmiotem ataków niemieckiego lotnictwa i artylerii. Zmasowane naloty przeprowadzane zostały 19, 21, 22, 23 i 27 września. Mimo bardzo silnej obrony przeciwlotniczej Flota straciła około połowy jednostek. Zatonął pancernik „Marat” (ze stratą 326 członków załogi), krążownik „Pietropawłowsk”, lider „Minsk”, 13 niszczycieli (w tym „Stierieguszczij”), dozorowiec „Wichr”, 20 okrętów podwodnych (w tym m.in. М-74), 4 okręty patrolowe, 26 trałowców i stawiacz zapór podwodnych.
W latach wojny niemiecko-radzieckiej 1941–1945 bazujące w Kronsztadzie siły Floty Bałtyckiej brały udział w obronie Tallinna, Leningradu i rozbiciu Wehrmachtu pod Leningradem w 1944. 
W 1954 roku miasto zostało nagrodzone orderem Czerwonego Sztandaru z okazji 250 rocznicy powstania.

## Galeria

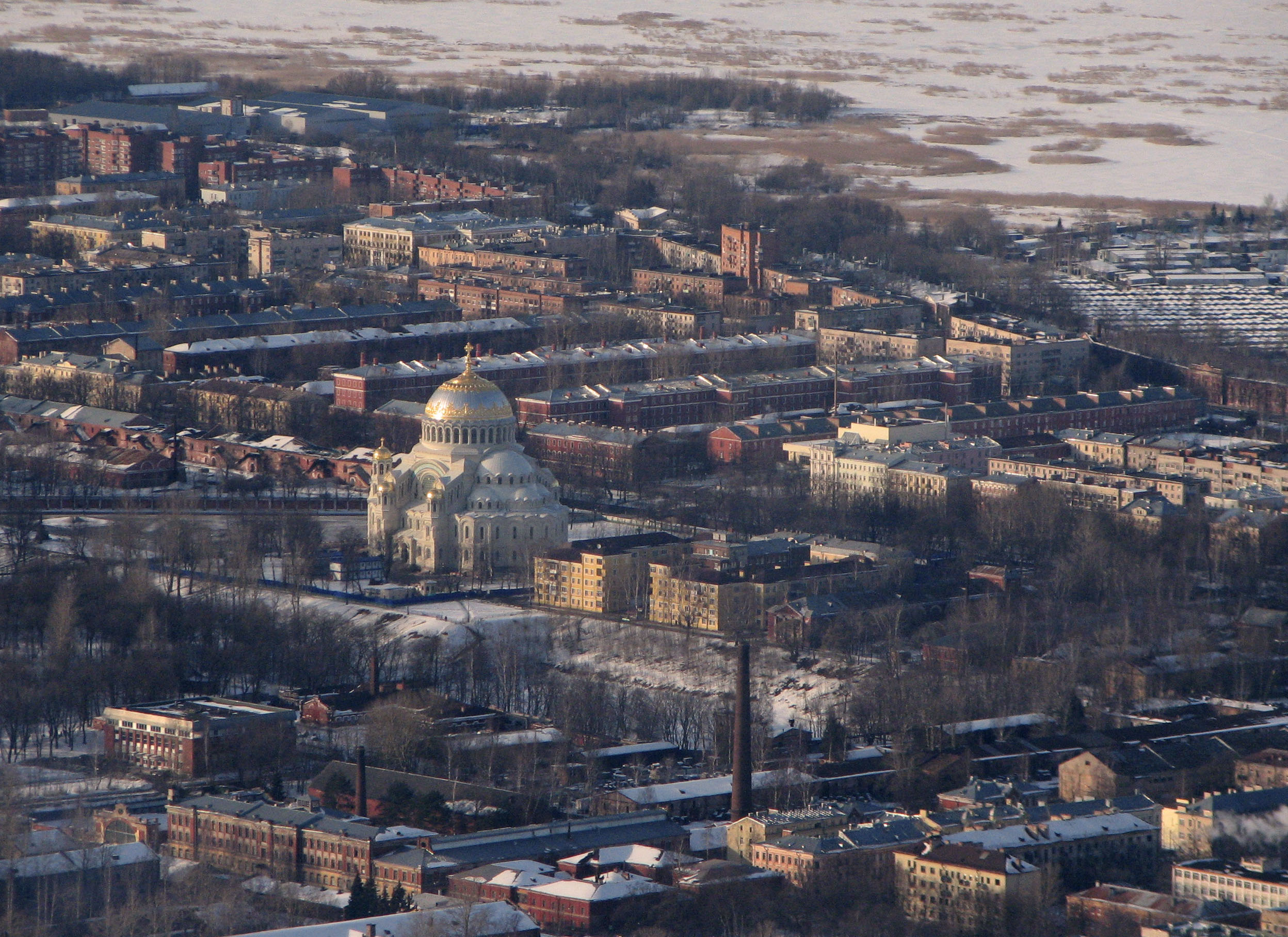
Widok na Kronsztad z lotu ptaka
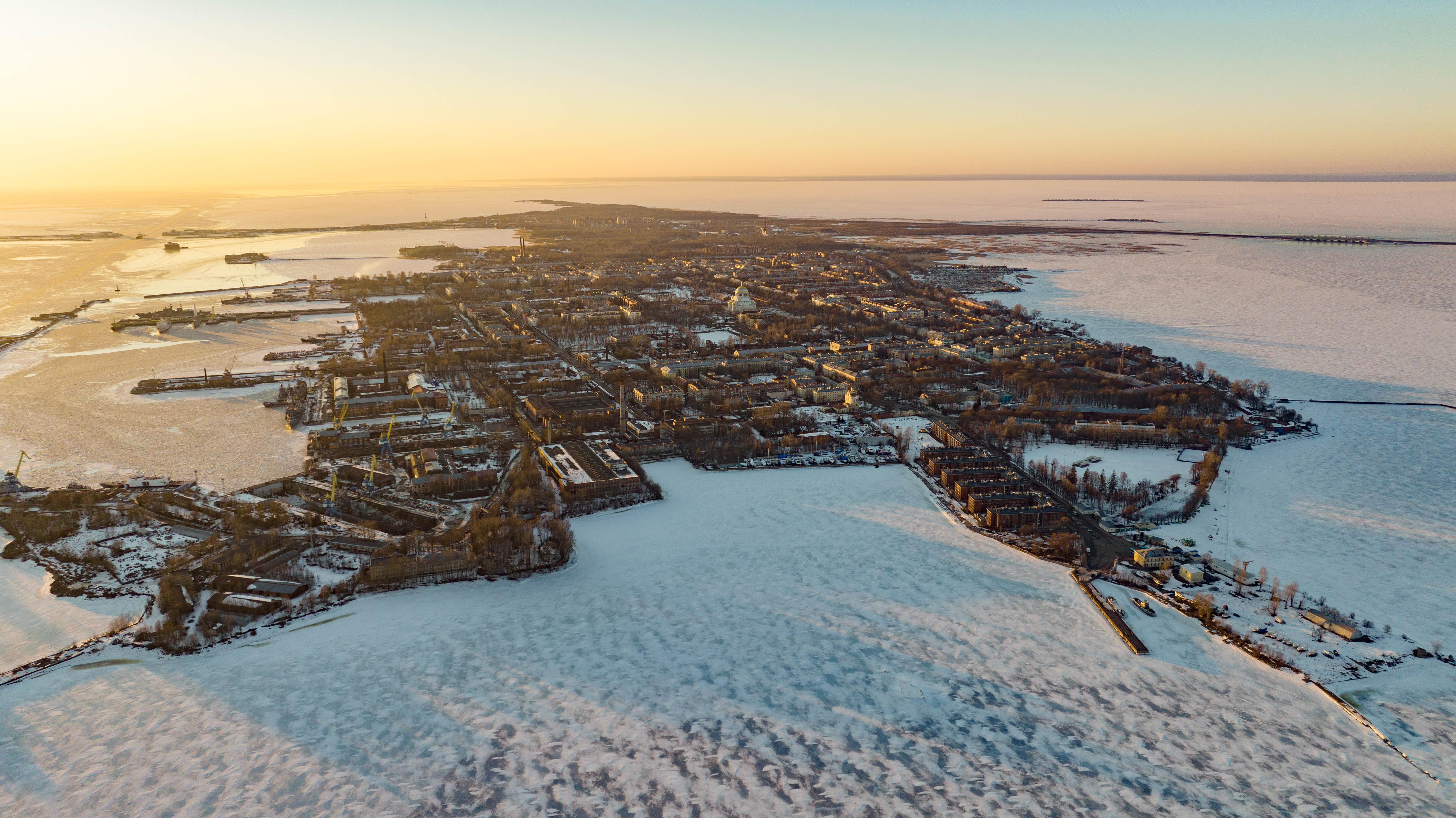
Widok na Kronsztad  zlotu ptaka, marzec 2022
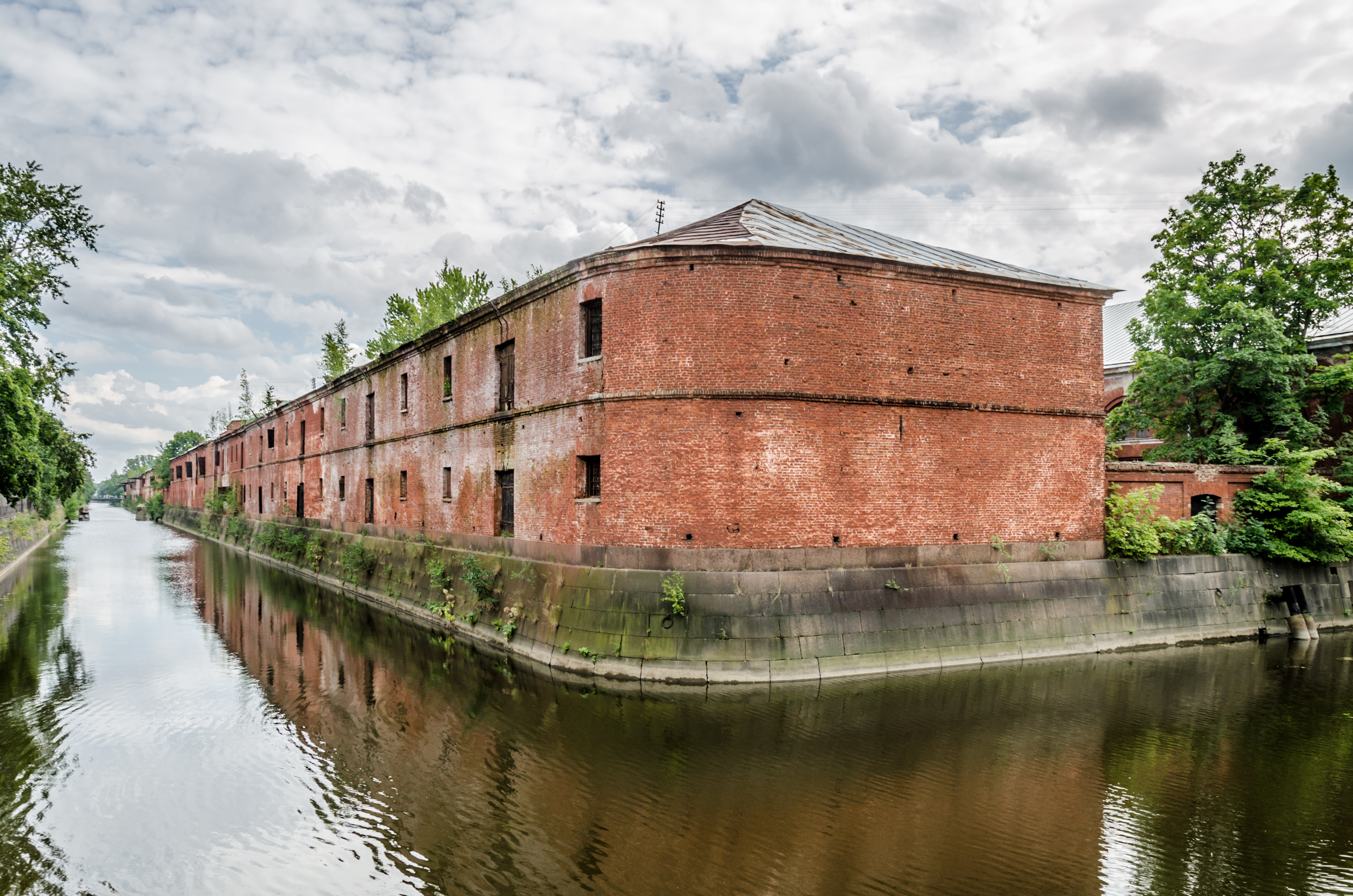
Kanał w centrum Kronsztadu
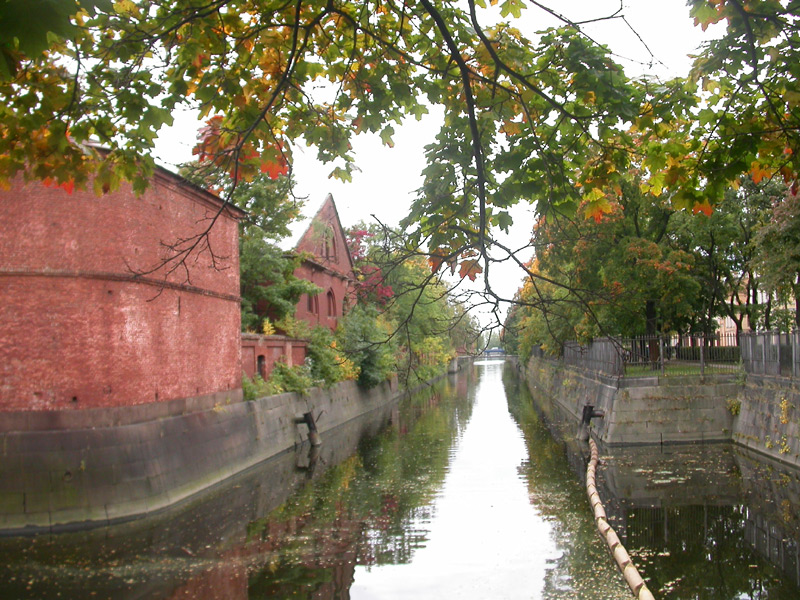
Kanał w centrum Kronsztadu
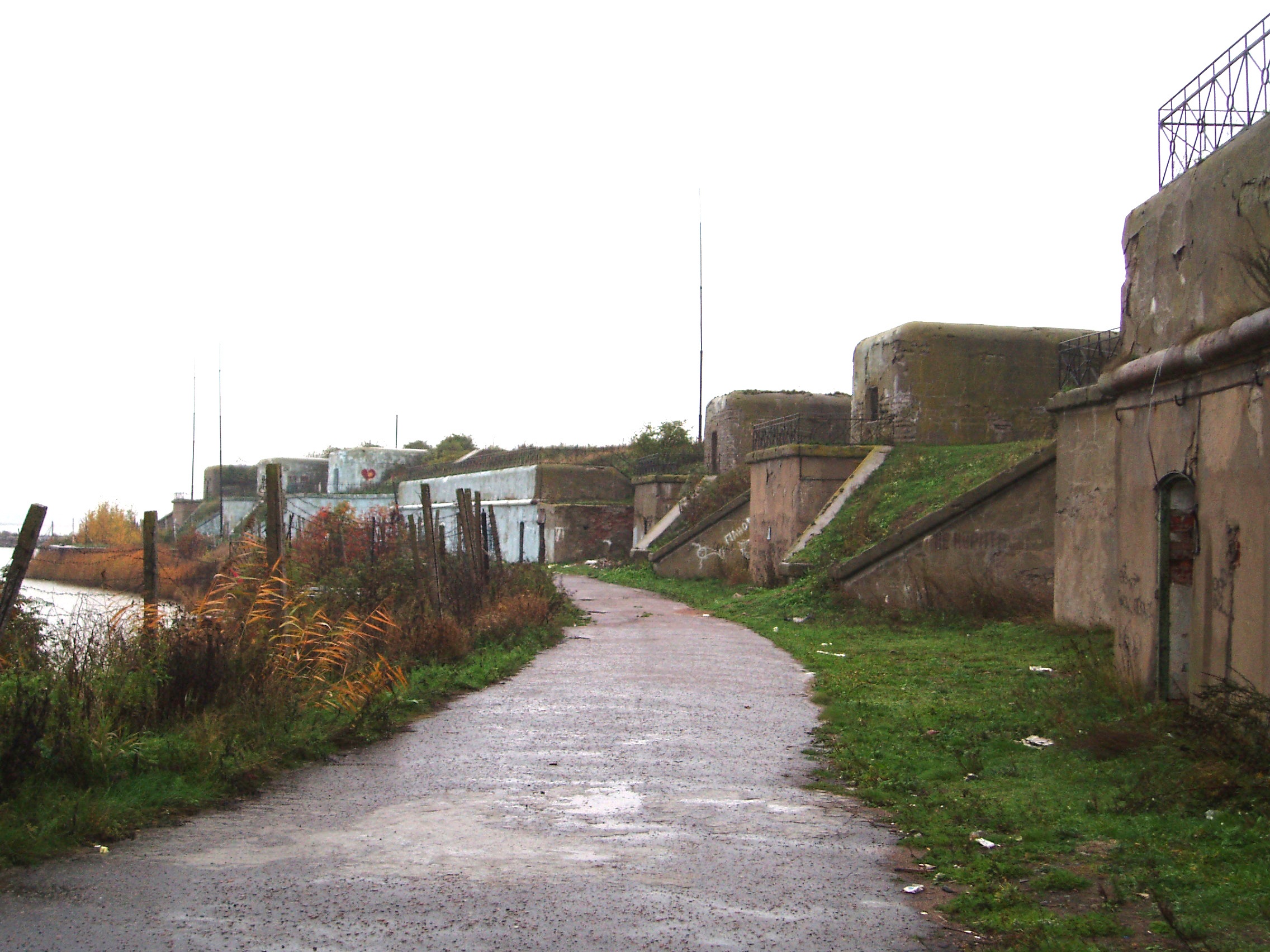
Fort północny